# Ga Jonggak

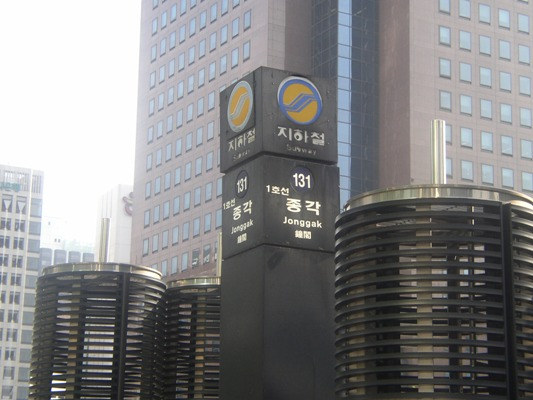
Biển báo lối vào phía trước ga

Ga Jonggak (Tiếng Hàn: 종각역, Hanja: 鐘閣驛) là ga tàu điện ngầm của Tàu điện ngầm vùng thủ đô Seoul tuyến 1 ở Jongno 1-ga, Jongno-gu, Seoul. Nó nằm trên Jongno, trung tâm Seoul và bao gồm một khu vui chơi lớn dưới lòng đất, cửa hàng sách lớn thứ hai ở Hàn Quốc, Bandi & Luni's nằm dưới Tháp Jongno.
Vào đêm 31 tháng 12 hàng năm, lễ rung chuông năm mới (Jeyaeui Jong Tajongsik) được tổ chức tại Bosingak ở gần đó. Vào những thời điểm đó rất đông người tập trung tại ga Jonggak và có nguy cơ xảy ra nhiều tai nạn an toàn khác nhau nên một số chuyến tàu chạy vào những thời điểm nhất định đi qua ga Jonggak mà không dừng lại

## Lịch sử
- 15 tháng 8 năm 1974: Bắt đầu hoạt động với việc khai trương Ga Seongbuk ~ Ga Incheon của Tàu điện ngầm Seoul tuyến 1

## Bố trí ga
| ↑ Jongno 3(sam)-ga |
| \| S/B             |
| Tòa thị chính ↓    |

| Hướng Bắc | ●Tuyến 1 | ← Hướng đi Jongno 3(sam)-ga · Dongdaemun · Cheongnyangni · Đại học Kwangwoon · Uijeongbu · Yeoncheon |
| Hướng Nam | ●Tuyến 1 | → Hướng đi Seoul · Bucheon · Incheon · Geumjeong · Seodongtan · Cheonan · Sinchang →                 |

| Tuyến và hướng                             | Cửa                 | Ghi chú                                                       |
| ------------------------------------------ | ------------------- | ------------------------------------------------------------- |
| Tuyến 1 (Hướng Yeoncheon) → Lối ra         | 1-4, 6-1, 7-4, 10-1 | Chỉ có thể vượt qua cầu thang ở cửa 10-1 theo hướng ngược lại |
| Tuyến 1 (Hướng Incheon, Sinchang) → Lối ra | 1-4, 4-1, 5-4, 10-1 | Chỉ có thể vượt qua cầu thang ở cửa 1-4 theo hướng ngược lại  |

## Xung quanh nhà ga
- Gongpyeong-dong
- Gwancheol-dong
- Seorin-dong
- Anguk-dong
- Insa-dong
- Gwanggyo
- Gwanghwamun
- ● Tàu điện ngầm vùng thủ đô Seoul tuyến 5 Ga Gwanghwamun
- ● Tàu điện ngầm vùng thủ đô Seoul tuyến 3 Ga Anguk
- ● Tàu điện ngầm Seoul tuyến 2 Ga Euljiro 1(il)-ga
- Bưu điện Gwanghwamun
- Cơ quan Thuế Quốc gia
- Mugyo-dong
- Đại sứ quán Hoa Kỳ tại Hàn Quốc
- Bosingak
- Hiệp hội Cơ đốc giáo Thanh niên Seoul (YMCA)
- Trụ sở phòng chống thiên tai và hỏa hoạn thành phố Seoul
- Tổng công ty bảo hiểm tiền gửi
- Bộ Ngoại giao và Hộ chiếu Thương mại, Cục Xuất nhập cảnh và Lãnh sự
- Đền Jogyesa
- Văn phòng Jongno-gu
- Trạm cứu hỏa Jongno
- Tòa nhà Tháp Jongno
- Cheonggyecheon
- Tổ chức Du lịch Hàn Quốc Trung tâm Seoul
- Trụ sở chính của SC First Bank
- Chi nhánh chính của Nhà sách Youngpoong
- GS Gran Seoul
  - Công viên LOL
  - Đấu trường LCK
- Công viên Tapgol
- Tòa nhà Kyobo (Nhà sách Kyobo)
- Đại sứ quán Canada tại Hàn Quốc
- Đại sứ quán Trung Quốc tại Hàn Quốc
- Trung tâm mua sắm Nakwon

## Thay đổi hành khách
| Năm                                      | Số lượng hành khách (người) | Ghi chú |         |  |
| ---------------------------------------- | --------------------------- | ------- | ------- |  |
| Năm                                      | 1994                        | Ghi chú | 121,587 |  |
| 1995                                     | 111,567                     |         |         |  |
| 1996                                     | 121,521                     |         |         |  |
| 1997                                     | 107,113                     |         |         |  |
| 1998                                     | 103,783                     |         |         |  |
| 1999                                     | —                           |         |         |  |
| 2000                                     | 111,770                     |         |         |  |
| 2001                                     | 113,582                     |         |         |  |
| 2002                                     | 111,643                     |         |         |  |
| 2003                                     | 105,166                     |         |         |  |
| 2004                                     | 106,165                     |         |         |  |
| 2005                                     | 104,252                     |         |         |  |
| 2006                                     | 103,301                     |         |         |  |
| 2007                                     | 103,484                     |         |         |  |
| 2008                                     | 101,949                     |         |         |  |
| 2009                                     | 99,572                      |         |         |  |
| 2010                                     | 97,185                      |         |         |  |
| 2011                                     | 96,019                      |         |         |  |
| 2012                                     | 93,216                      |         |         |  |
| 2013                                     | 92,212                      |         |         |  |
| 2014                                     | 95,698                      |         |         |  |
| 2015                                     | 90,857                      |         |         |  |
| 2016                                     | 91,701                      |         |         |  |
| 2017                                     | 88,463                      |         |         |  |
| 2018                                     | 85,370                      |         |         |  |
| 2019                                     | 86,177                      |         |         |  |
| 2020                                     | 57,265                      |         |         |  |
| 2021                                     | 51,846                      |         |         |  |
| 2022                                     | 61,140                      |         |         |  |
| 2023                                     | 71,194                      |         |         |  |
| Nguồn                                    |                             |         |         |  |
| Phòng dữ liệu Tổng công ty Vận tải Seoul |                             |         |         |  |

## Hình ảnh

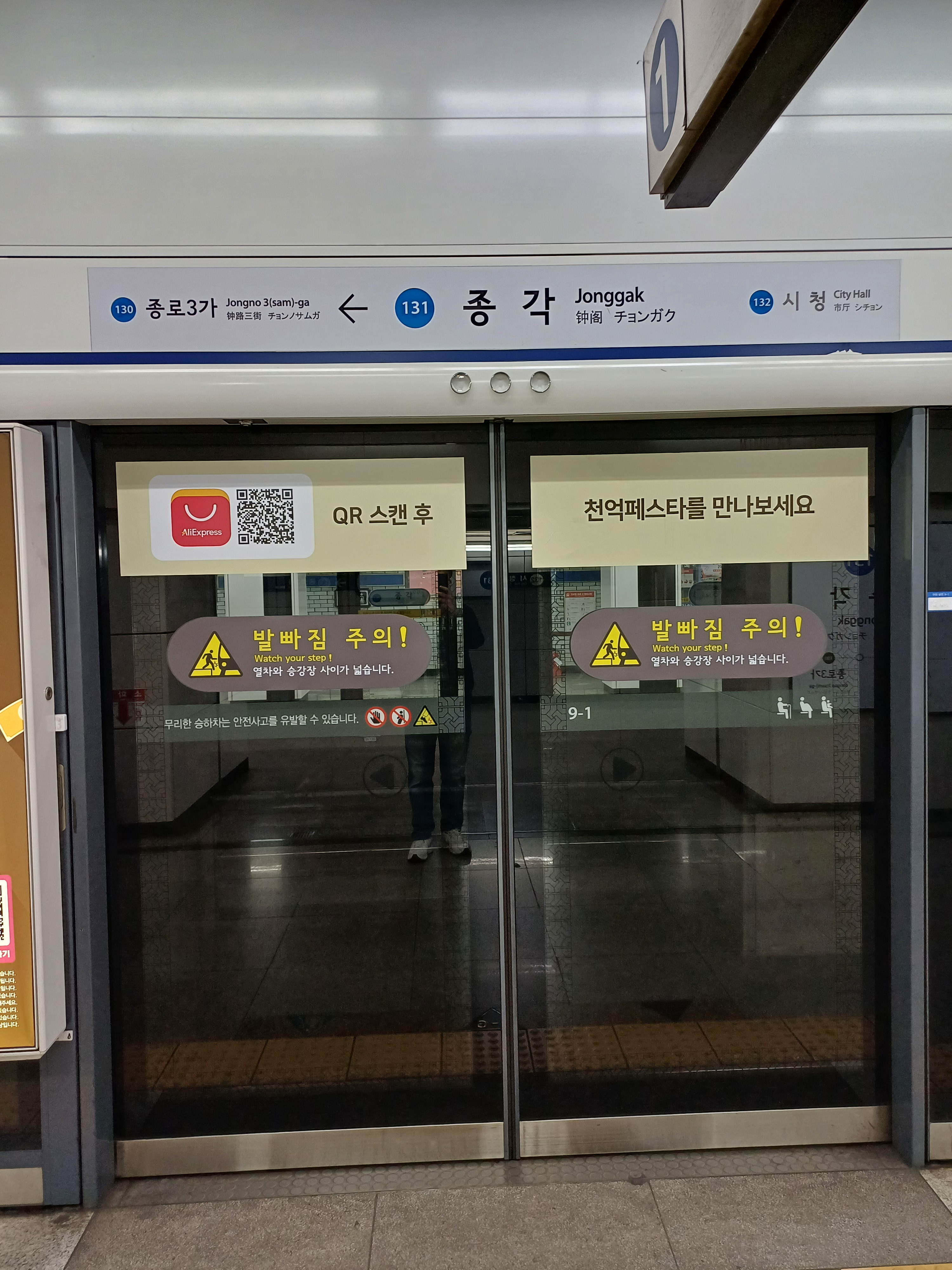
Cửa chắn sân ga
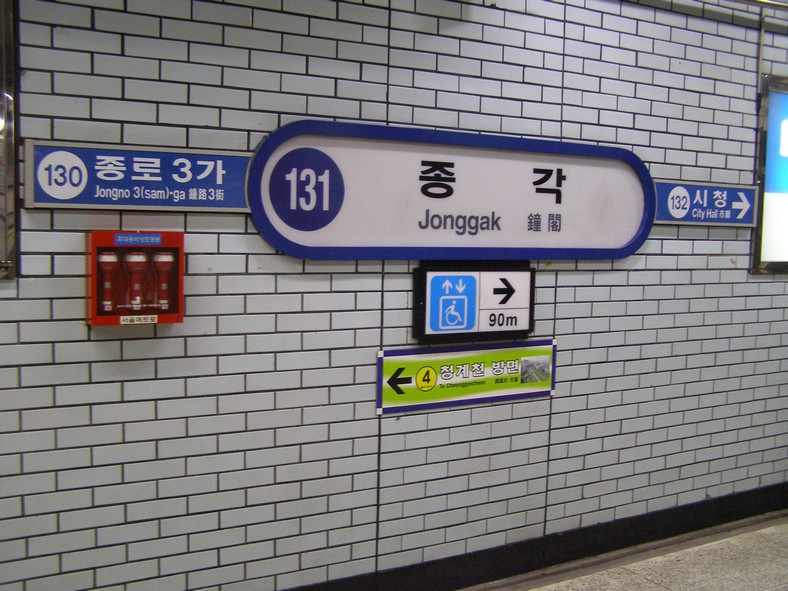
Ga Jonggak 1
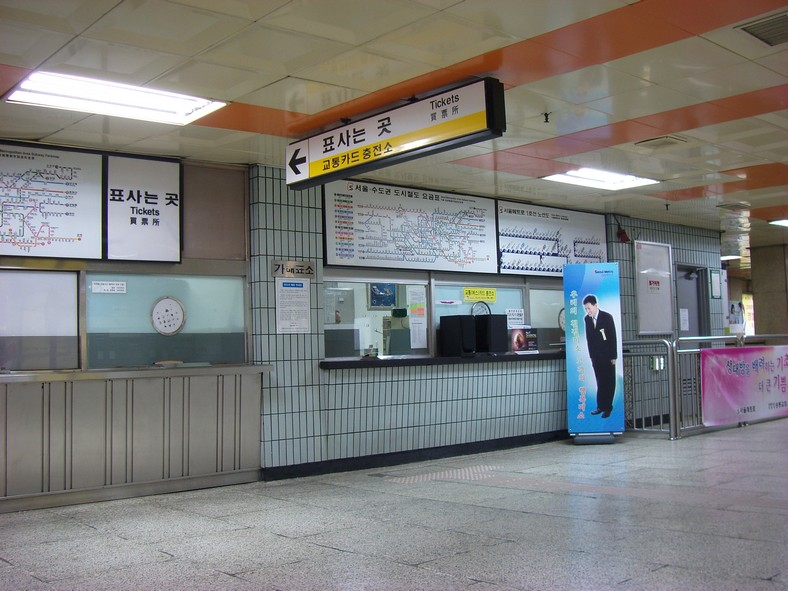
Ga Jonggak 2
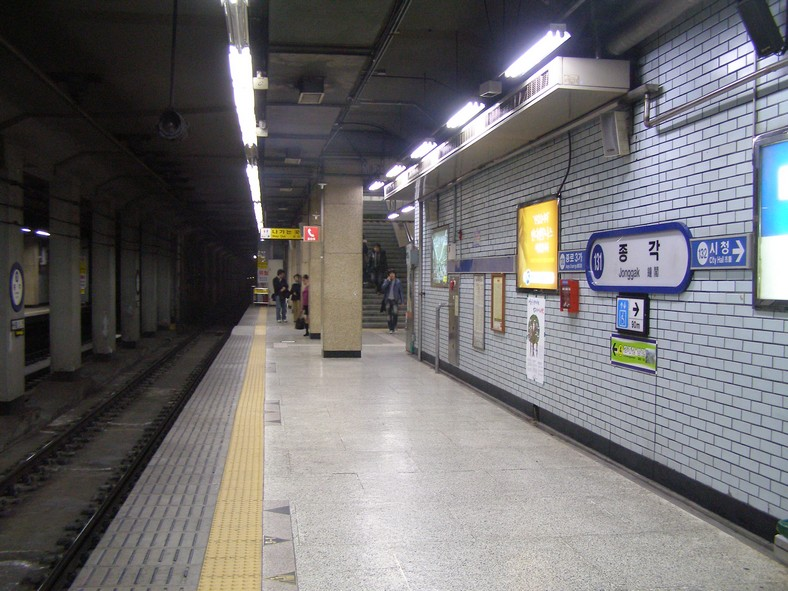
Ga Jonggak 3
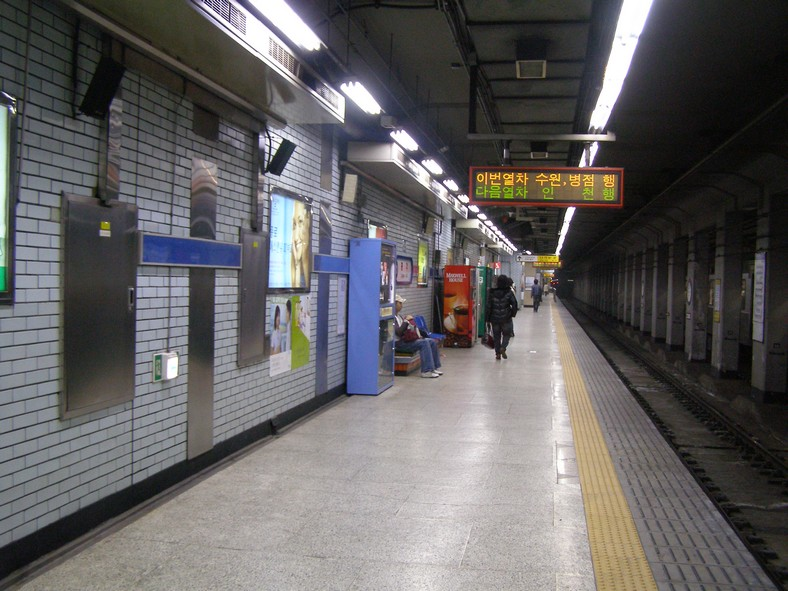
Ga Jonggak 4
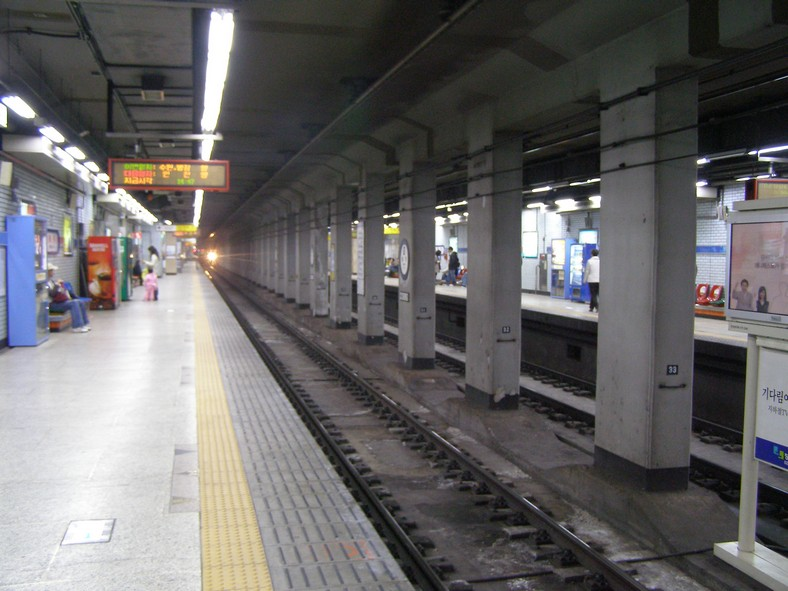
Ga Jonggak 5